# Pargny-sur-Saulx
Pargny-sur-Saulx là một xã trong tỉnh Marne, thuộc vùng Grand Est của nước Pháp, có dân số là 1.987 người (thời điểm 2006).